# Давкино
Давкино — деревня в Можгинском районе Удмуртии, входит в Нынекское сельское поселение. Находится в 30 км к юго-западу от Можги и в 104 км к юго-западу от центра Ижевска.